# Талинка
Тали́нка (рос. Талинка) — селище міського типу у складі Октябрського району Ханти-Мансійського автономного округу Тюменської області, Росія. Адміністративний центр та єдиний населений пункт Талинського міського поселення.
Населення — 3559 осіб (2017, 4121 у 2010, 4844 у 2002).

## Географія
Селище Талинка розташоване в центральній частині Ханти-Мансійського автономного округу, на півдні Октябрського району. Талинка пов'язана з містами Нягань і Ханти-Мансійськ автодорогою, якою здійснюється щоденне автобусне сполучення. Найближча залізнична станція «Нягань», залізничної лінії Івдель — Приоб'є знаходиться за 104 км від поселення.

## Історія
- 1962 рік — поблизу Талинки, було відкрито перше родовище — Кам'яне
- 1985—1987 роки — розробляються плани будівництва селища, територіально наближеного до «Талинського» родовища
- 14 жовтня 1991 року — село Талинка отримало статус селища міського типу
- 22 липня 1992 року — селище Талинка передано в адміністративне підпорядкування Няганскої міськради
- З 1 січня 2006 року — селище вийшло із адміністративного підпорядкування місту Нягань і отримало статус самостійного муніципального утворення

Раніше селище мало назву Талинський

## Економіка
На території поселення з числа великих і середніх підприємств свою діяльність здійснюють:
- ЗАТ «Няганьнафтомаш» — сервісне обслуговування нафтового обладнання, свердловин, об'єктів ТНК.
- ТОВ «Пермнафтовіддача» — капітальний ремонт нафтових свердловин і свердловин із підтримки пластового тиску.
- ТОВ «СТК» — РММ, забезпечення технікою, автомобільним транспортом.
- ТОВ «Геобуд» — облаштування нафтових свердловин, ремонт і монтаж нафтового трубопроводу.
- ТОВ «Тюменська геофізична компанія» — геофізичні дослідження пластів нафтових свердловин із підтримання пластового тиску і тиску в нових свердловинах.
- ТОВ «Югра-АЛНАС-сервіс» — заміна електричних глибинних насосів нафтових свердловин.
- ВАТ «Федеральна мережева компанія ЄЕС» — виробнича ділянка Західно-Сибірського ПТОіР Філії ВАТ «ФСК ЄЕС» ТОіР Уралу та Західного Сибіру, найбільша підстанція на 500кВт, колишня Ільковська.
- МВО «Талінка» — основне підприємство по наданню комунальних послуг населенню селища, ремонт мереж тепло-водо постачання, об'єкти благоустрою.

Підприємства займаються в основному нафтовидобутком, виробництвом і розподілом електроенергії, газу та води; будівництвом; наданням комунальних і транспортних послуг, послуг зв'язку. В смт Талінка виробляється майже третя частина теплової енергії району.
Основним оператором, що надає послуги телефонного зв'язку на території поселення, є ВАТ «Уралзвязокінформ».

## Соціальна сфера
У селищі з 1993 року працює лікарська амбулаторія, яка обслуговує крім мешканців Талинки сусідні села Каменне і Пальяново. Вона розташовується в пристосованих для медичних цілей восьми дерев'яно-щитових будівлях, які раніше призначалися для житла. Площа обслуговування становить близько 6000 м², чисельність населення, що обслуговується близько 8,5 тис. осіб. На території селища діють два дитячі садки, а також дві школи: середня, в якій навчаються 690 учнів у дві зміни, і початкова, де навчаються 222 дитини у дві зміни.